# شان کانلی (بازیکن فوتبال)
شان کانلی (انگلیسی: Sean Connelly؛ زادهٔ ۲۶ ژوئن ۱۹۷۰) بازیکن فوتبال اهل بریتانیا است.
از باشگاه‌هایی که در آن بازی کرده‌است می‌توان به باشگاه فوتبال ولورهمپتون واندررز، باشگاه فوتبال استوک‌پورت کانتی، و باشگاه فوتبال ترانمره راورز اشاره کرد.